# Clavering Ø
Clavering Ø is een onbewoond eiland in Nationaal park Noordoost-Groenland in het oosten van Groenland.
Het eiland is vernoemd naar Douglas Clavering.
In het verleden is het eiland bewoond geweest door Inuit, maar rond 1823 waren deze allen verdwenen. Sindsdien heeft het eiland geen vaste bewoners meer gehad.

## Geografie
Het eiland ligt in het zuidoosten aan de Gael Hamke Bugt, een baai van de Groenlandzee. In het zuidwesten wordt ze begrensd door de Godthåbgolf, in het westen door het Copelandfjord, in het noordwesten door het Tyrolerfjord en in het noordoosten door de Young Sund.
Aan de overzijde van het water ligt in het zuiden Home Forland met de rest van Hold with Hope, in het zuidwesten Hudsonland, in het noordwesten Payerland, in het noorden A.P. Olsenland en in het noordoosten Wollaston Forland.
In het zuidwesten mondt de Wordiegletsjer uit in de Godthåbgolf.